# Antonio Trotti
Antonio Trotti Bentivoglio (... – Alessandria, 1502) è stato un nobile e militare italiano, I signore di Ovada. Grazie al suo servizio prudente e lodevole, si guadagnò di poter aggiungere al proprio cognome anche quello di Giovanni Bentivoglio, Signore di Bologna, che gli concesse anche lo stemma.

## Biografia
Poco si sa dei primi anni della vita di Antonio, il quale inizia a divenire noto alle cronache a partire dal 1435 quando, sull'esempio del padre, decise di perseguire la carriera militare nell'esercito dei duchi di Milano. Nel 1451 venne nominato capitano. Combatté a Correggio nel settembre del 1452 e venne catturato per poi divenire oggetto di scambio di prigionieri su richiesta esplicita del duca Francesco Sforza che lo teneva in grande considerazione.
Grazie a questa posizione di fiducia privilegiata, Antonio Trotti godette di numerosi privilegi personali, mentre il duca si servì di lui contro i duchi del Monferrato che, segretamente, supportavano i ghibellini di Alessandria. L'11 aprile 1455, Antonio venne ammesso ufficialmente alla corte di Milano dove abitava ormai stabilmente dal 1450 con la moglie e i figli. Tra la fine del 1461 ed il 1463, si portò a Napoli dove combatté nella guerra contro gli angioini nel contingente di Roberto Sanseverino, assieme al fratello Andrea e ad altri militari di Alessandria. Della sua famiglia si occupò in questo delicato periodo la moglie Isabella Guasco, appartenente ad una nota famiglia guelfa alessandrina.
Su raccomandazione del Sanseverino che ne aveva apprezzato le doti belliche, Antonio Trotti ottenne nel gennaio del 1468 il comando delle truppe di un reggimento bolognese con 100 cavalieri, ponendosi al servizio di Giovanni II Bentivoglio, signore di Bologna, del quale si guadagnò subito la fiducia e la stima, al punto che gli concesse di essere adottato nella sua famiglia, assumendone il cognome e le armi e dando così origine alla casata dei Trotti Bentivoglio. Sempre Giovanni II lo prescelse quale principale cavaliere al torneo tenutosi in occasione dell'annuale festa di San Petronio (4 ottobre) nel 1470. Nel 1479, dopo undici anni di servizio, lasciò Bologna e si trasferì a Parma come governatore per conto del duca di Milano.
Acquisì nel 1481 il feudo di Ovada e vi avviò la costruzione della chiesa domenicana di Santa Maria delle Grazie con annesso convento. La sua posizione alla corte di Milano si fortificò ulteriormente al punto che anche uno dei suoi figli, Sforza, venne ammesso a corte. Nel 1479 Antonio venne ammesso al Consiglio segreto del duca per intercessione della reggente, Bona di Savoia, che gli riconobbe ufficialmente i feudi di Ovada e Rossiglione a fronte della sua fedeltà nella lotta da poco apertasi con la fazione capeggiata da Roberto Sanseverino, Ludovico Sforza e Sforza Maria Sforza.
Abile diplomatico oltre che valente militare, quando Ludovico il Moro divenne infine duca di Milano nel 1482, ricevette da questi il comando di un'armata per una spedizione militare contro la famiglia Rossi di San Secondo. I rapporti tra i due, ad ogni modo, non furono mai idilliaci e sul finire del secolo peggiorarono ulteriormente, in particolare nel 1493 quando Ludovico il Moro decise di sanzionare l'acquisto fatto da parte del Trotti di 4/5 del feudo di Fresonara, ottenuto da Bernardino Guasco. Nel 1488, inoltre, il Moro aveva privato il trotti del feudo di Ovada e della relativa rendita ad esso connessa, affidandola ad Agostino e Giovanni Adorno i quali erano impegnati nel governo di Genova per conto del duca di Milano.
Quasi per scusarsi di quest'ultimo atto nei suoi confronti, il duca di Milano lo riconfermò governatore di Parma per un biennio, incarico che il Trotti portò avanti di malavoglia, servendosi perlopiù di suo figlio Gian Galeazzo come luogotenente. Più di una ragione spinge oggi gli storici a credere che Antonio Trotti stesse cospirando attivamente coi francesi che avanzarono dal 1498 in Italia accampando pretese sul ducato di Milano ed infatti con la calata delle truppe d'oltralpe, egli riottenne i feudi di Ovada e di Rossiglione, concedendo il libero passaggio delle truppe francesi (capitanate da Gian Giacomo Trivulzio) sulle sue terre. Su istigazione di Galeazzo Sanseverino, Ludovico il Moro prese seri provvedimenti nei confronti del Trotti e della sua famiglia, trattenendone i figli Gian Galeazzo e Francesco a Milano, minacciando di farli impiccare. Malgrado ciò, Antonio continuò a rifiutarsi di servire le armate del duca di Milano e per questo venne fatto prigioniero dapprima a Milano e poi a Pavia. Dopo la sconfitta del Moro, ottenne nuovamente i suoi feudi oltre alla libertà ed ottenne da Luigi XII di Francia, tramite il Trivulzio, il titolo di conte e l'esenzione dal pagamento di qualsiasi tributo.
Dopo questi fatti, il Trotti morì, probabilmente ad Alessandria, nel 1502.

## Ascendenza
|                            |   |                  | Genitori           |  |  | Nonni |  |  | Bisnonni        |  |  | Trisnonni     |  |
|                            |   |                  |                    |  |  |       |  |  | Gabriele Trotti |  |  | Andrea Trotti |  |
|                            |   |                  |                    |  |  |       |  |  | Gabriele Trotti |  |  | Andrea Trotti |  |
|                            |   | …                |                    |  |  |       |  |  | Gabriele Trotti |  |  |               |  |
| Andrea Trotti              |   |                  |                    |  |  |       |  |  | Gabriele Trotti |  |  |               |  |
|                            |   | Maria Canefri    | Ughetto Canefri    |  |  |       |  |  |                 |  |  |               |  |
|                            |   | Maria Canefri    | Ughetto Canefri    |  |  |       |  |  |                 |  |  |               |  |
|                            |   | Maria Canefri    | Silvia de' Tomasi  |  |  |       |  |  |                 |  |  |               |  |
| Gian Galeazzo Trotti       |   | Maria Canefri    |                    |  |  |       |  |  |                 |  |  |               |  |
|                            |   | Andrea Dal Pozzo | Federico Dal Pozzo |  |  |       |  |  |                 |  |  |               |  |
|                            |   | Andrea Dal Pozzo | Federico Dal Pozzo |  |  |       |  |  |                 |  |  |               |  |
|                            |   | Andrea Dal Pozzo | …                  |  |  |       |  |  |                 |  |  |               |  |
| Giulia Dal Pozzo           |   | Andrea Dal Pozzo |                    |  |  |       |  |  |                 |  |  |               |  |
|                            |   | Audisia Canefri  | Nicolino Canefri   |  |  |       |  |  |                 |  |  |               |  |
|                            |   | Audisia Canefri  | Nicolino Canefri   |  |  |       |  |  |                 |  |  |               |  |
|                            |   | Audisia Canefri  | Rosa Ranuzzi       |  |  |       |  |  |                 |  |  |               |  |
| Antonio Trotti Bentivoglio |   | Audisia Canefri  |                    |  |  |       |  |  |                 |  |  |               |  |
|                            | … | …                |                    |  |  |       |  |  |                 |  |  |               |  |
|                            | … | …                |                    |  |  |       |  |  |                 |  |  |               |  |
|                            | … | …                |                    |  |  |       |  |  |                 |  |  |               |  |
| Giovanni Romeo Pepoli      | … |                  |                    |  |  |       |  |  |                 |  |  |               |  |
|                            |   | …                | …                  |  |  |       |  |  |                 |  |  |               |  |
|                            |   | …                | …                  |  |  |       |  |  |                 |  |  |               |  |
|                            |   | …                | …                  |  |  |       |  |  |                 |  |  |               |  |
| Beatrice Pepoli            |   | …                |                    |  |  |       |  |  |                 |  |  |               |  |
|                            |   | …                | …                  |  |  |       |  |  |                 |  |  |               |  |
|                            |   | …                | …                  |  |  |       |  |  |                 |  |  |               |  |
|                            |   | …                | …                  |  |  |       |  |  |                 |  |  |               |  |
| Francesca Bentivoglio      |   | …                |                    |  |  |       |  |  |                 |  |  |               |  |
|                            |   | …                | …                  |  |  |       |  |  |                 |  |  |               |  |
|                            |   | …                | …                  |  |  |       |  |  |                 |  |  |               |  |
|                            |   | …                | …                  |  |  |       |  |  |                 |  |  |               |  |
|                            |   | …                |                    |  |  |       |  |  |                 |  |  |               |  |